# 1965年北アメリカ大停電

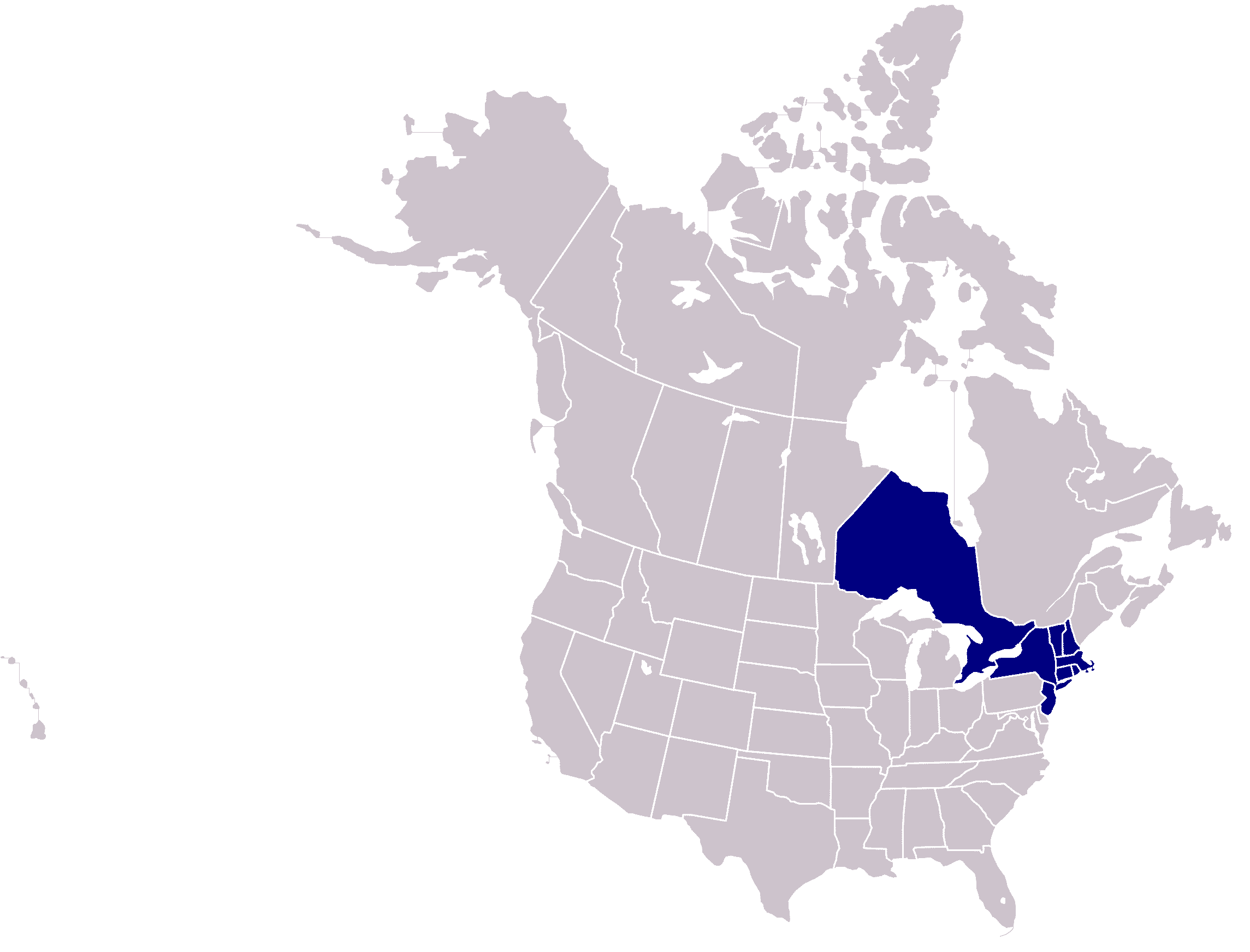
停電した地域

1965年北アメリカ大停電(Northeast Blackout of 1965)は、1965年11月9日にアメリカとカナダで発生した大停電である。ニューヨークを中心に被害が大きかったことから、1965年ニューヨーク大停電などともよばれる。停電により、2500万人と207,000 km²の地域で12時間、電気が供給されない状態となった。

## 停電にあった地域
- オンタリオ州
- コネチカット州
- マサチューセッツ州
- ニューハンプシャー州
- ロードアイランド州
- バーモント州
- ニューヨーク州
- ニュージャージー州

## 原因
原因は、カナダオンタリオ州、ナイアガラ地域にある発電所から起こった。
11月で、カナダやアメリカ北部はすっかり冬の寒さに包まれていたため、暖房などの使用率が大幅に上がった。その上、ナイアガラ地域の発電所のシステムの構築状態に不具合があった為、ナイアガラの発電所から供給される電力は停止し、一気にカナダ、アメリカ北部が停電となってしまった（供給に対する需要過剰。オーバーロードともいう）。停電したのは、ナイアガラの発電所から南方へ向かう電線だけだったため、アメリカのメイン州は停電を免れた。現在でも、報告書は出来ているものの、多くの説が唱えられている。

## 都市伝説

### ベビーブームに関する神話
この停電のあと、ニューヨークでの出生率が大幅に上がったことにある医者が気づき、そのことが新聞ニューヨーク・タイムズで取り上げられた。だがのちの調査で、停電時に出生率が上がったとする有意差は見出だせないという結果が出ている。
しかし大規模停電時に出生率が上がる現象は他にも見出され、1977年にニューヨークで停電が発生したとき、2001年にアメリカ同時多発テロが発生したとき、2005年にハリケーンカトリーナがニューオリンズに襲来したときなど、他にも様々な災害の襲来のときに出生率が上がり、ベビーブームとなっている。いずれも、数ヶ月で出生率は正常に戻っている。

### UFOの目撃
停電時に白く光るUFOが送電線上で多く目撃されたという。